# Баринова Галина Всеволодівна
Баринова Галина Всеволодівна (за батьком Гамалія, за матір'ю Баринова, що стало її сценічним псевдонімом, 20 жовтня, 1910, Петербург — 20 вересня, 2006, Москва) — радянська скрипалька, музична педагогиня, професорка Московської консерваторії, українка за корінням. Лавреатка Сталінської премії (1949). Народна артистка РФ (1996).

## Походження
За родинними легендами, рід Гамалія походив від князя Гедіміна. Але пращури зазнали закріпачення. Один з кріпаків з боку матері Ганни став талановитим скульптором-декоратором і вислужив російське дворянство. Новоспечений дворянин Микола Гамалія пошлюбився з багатою нареченою, що народила Марію Баринову, матір майбутньої скрипальки. Марія Баринова — учениця Бузоні і Гофмана. Закінчила також курс композиції у Римського-Корсакова, знама іноземні мови.
Батько — Всеволод Гаврилович Гамалія, назвав доньку українським ім'ям Ганна. Він закінчив Петербурзьке юридичне училище, аде музика переважила юриспруденцію. Був учнем Марії Миколаївни Баринової, з якою взяв шлюб. Ганна Гамалія народилася у родині музикантів-піаністів. Сама грала на фортепіано, але стала скрипалькою. Знання іноземних мов прищепили і доньці, вона досить легко спілкувалась французькою і німецькою.

## Освіта
Ганна Гамалія зробила музичну кар'єру, грала на піаніно, але базовою для себе обрала скрипку. В родині постало питання, де навчати доньку, хоча Росія на той час стала більшовицькою. На зібрані родинні кошти Ганну відвезли в Париж до Жака Тібо (кородони ще відкривали для подорожніх легко). Рік Ганна, що знала французьку, практикувала у Еколь нормаль, а потім у Паризькій консерваторії, де її називали Жанною.
Повернувшись у Росію, екстерном закінчила консерваторію, здобула диплом з відзнакою. Але музикантку нікуди не брали, і Гамалія кілька років грала у фабричних клубах, у дешевих кінотеатрах.

## Музична кар'єра
Гру Ганни Гамалія почув хтось із фахових музикантів і після розпитів і невеликих іспитів її запросили до фахового оркестра. Згодом вона гратиме з відомими на той час колективами та виконавцями, серед котрих — Святослав Ріхтер і Мстислав Ростропович.
1934 року Ганна Баринова перебралась працювати у Москву, взяла прізвище матері і стала відомою. Багато виступала з концертами.
У 1935 році відвідала Воронеж, де відбував перше заслання Осип Мандельштам за антисталінський вірш. Поет відвідав концерт, де під враженням від музики створив поезію «За Паганини длиннопалым…». Він Ганні Бариновій лист подяки, котрий перехопили НКВС. Про лист Бариновій розповіли пізніше, але ні знайомство, ні листування не відбулись. Однак виконавська майстерність Баринової залишили слід у російській поезії XX ст.
1937 року Баринова виборола третю премію на Всесоюзному конкурсі музикантів-виконавців. У війну 1941—1945 рр. виступала у складі фронтових бригад і у блокованому Ленінграді. Її помітили і на урядовому рівні. Грала перед державними діячами у місті Тегеран і неофіційно увійшла до складу статусних фігур на парадному фасаді сталінської імперії.

## Концерт 1945 року у Потсдамі
Навіть статусні особи — для державних діячів тільки обслуга. Літом 1945 р. Баринову потривожили вночі урядовим повідомленням, що вранці за нею прибуде автівка і відвезе на аеродром. Терміново зібрали невелику бригада відомих музикантів для раптового концерту. Літак вилетів у Потсдам і стало зрозуміло, що гратимуть для Сталіна та його гостей. В бригаді опинились Еміль Гіллельс, Володимир Софроницький, Марина Козолупова, Баринова та акомпаніатор Дедюхін.
Потсдам не постраждав від бойових дій і музикантів розмістили у ошатному двоповерховому будинку заміського типу. Чоловіків розмістили на другому поверху, де були роялі. Музиканти кинулись до інструментів, аби оновити у пам'яті свої концертні номери. Керівником концерту був призначений В'ячеслав Молотов. На зустрічі трьох керівників держав (Британії, США і СРСР) треба було грати щось для кожного з них. В пригоді став стос нот, захоплений передбачливою Баринова. Готові програми затвердили і ввечері за музикантами прийшли.
Учасники Постдамської конференції мали обід, а потім концерт. Музиканти грали у сусідній вітальні, куди розчинили двері. Музика сподобалась, просили грати ще. До митців підійшов Сталін і запитав, що будемо робити. Приголомшені музиканти хутко відповіли, що згодні, із задоволенням, що програми є і вони готові… Їх завели у залу і кожного з них представляв сам Сталін. Серед присутніх були Трумен, Гарріман, Черчиль.
По закінченні вечора трупу затримав Сталін і оголосив, що скучив за радянськими піснями. Музиканти дещо розгубились, бо грали музику XIX століття і нехтували радянською естрадою. Ситуацію врятував досвід Галини Баринової, що грала ще й на фортепіано. Вона сіла за інструмент і виконала «Прощай, любимый город», «На сопках Манчжурии»…
Після музики Баринової Сталін плеснув у долоні, і їй вручили букет троянд. Плеснув удруге — і внесли лоток із синіми конвертами, де були гонорари всім по 10.000, а акомпаніатору — вісім тисяч. Приголомшені музиканти почали говорити разом, що не потрібно, що вони згодні і безкоштовно… «Може щось потрібно ?» — запитав наостанок Сталін. Музиканти мовчали, а отямились, коли їх вивели назовні.
Галина Баринова згадувала, що на гроші від несподіваного концерту в Потсдамі вона придбала для себе концертний рояль.

## Зустріч з Сібеліусом

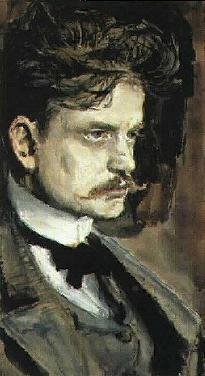
Ян Сібеліус.
Портрет роботи Акселі Галлен-Каллела

У повоєнний період сталінський уряд дозволив концерти радянських музикантів у Фінляндії. Була створена перша бригада — оркестр Ленінградської філармонії під керівництвом Євгена Мравинського та Курта Зандерлінга, котрий підсилили співаки Павло Лісіциан та Яків Зак. До складу увійшла і статусна особа — Галина Баринова.
Оскільки СРСР програв у війні з Фінляндією і мав її за союзника з фашистською Німеччиною, музиканти мали розтопити лід у стосунках держав засобами мистецтва. У підготовчий період Баринова вивчила концерт фіна Сібеліуса, котрий знала за виконанням Жаннет Невьо. Нот не могли знайти, а коли знайшли, Баринова сама їх копіювала. Сібеліус як фін і навіть його музика були у СРСР на той час під цензурною забороною.
Почалися двомісячні гастролі у Фінляндії. Баринова згадувала, що один концерт відбувся у спортивному залі для боксерів, куди набилося близько дев'яти тисяч слухачів. Упорядники гастролей робили все, аби всі охочі отримали можливість послухати класичний репертуар у виконанні радянських візитерів. Концерт відвідав і тодішній президент Фінляндії Паасіківі з донькою. Про гастролі знав фінський композитор Ян Сібеліус, що запросив артистів відвідати його у заміському будинку. Музиканти приготували альбоми з автографами радянських композиторів і великий букет квітів.
Уряд Фінляндії розглядав 84-річного Сібеліуса як національний скарб і створив для нього всі умови для спокійної творчості. Елегантна чистота і затишок резиденції Сібеліуса чимало здивували радянських музикантів, про що згадувала і сама Баринова. Квіти композитору дозволили піднести Бариновій. Володар показав гостям будинок, а потім пригощав кавою. Спілкування йшло без перекладача, бо всі присутні не забули нещодавно ганебну у СРСР німецьку і спокійно спілкувалися нею…
Сібеліусу доповіли, що пані Баринова виконувала його концерт. Композитор позитивно відізвався на це. Музикантів попередили, що візит триватиме хвилин п'ятнадцять, але Сібеліус частував гостей півтори години. Всіх утримувало усвідомлення, що нової зустрічі може просто не відбутися.